# Собаче серце (фільм, 1988)
«Соба́че се́рце» (рос. «Собачье сердце») — російський радянський двосерійний чорно-білий, а також копія, тонована під сепію, художній телефільм Володимира Бортка. Це телевізійна екранізація однойменного твору Михайла Булгакова 1925 року, який до самої горбачовської перебудови поширювався тільки через самвидав. 20 листопада 1988 року в ефірі Центрального телебачення відбувся перший показ. Саму ж повість «Собаче серце» вперше опублікував журнал «Знамя» у 1987 році, тобто всього за рік до виходу картини на екран.
Попередньою екранізацією цього твору був однойменний італо-німецький драматичний фільм 1976 року режисера Альберто Латтуада.

## Сюжет фільму
СРСР. Москва. 1920-і роки.
Професор Пилип Пилипович Преображенський (Євген Євстигнєєв), видатний хірург та ендокринолог, досяг неабияких результатів в прикладному омолодженні. Після проведення вдалих дослідів у професора визрів задум. Він планує небачений експеримент — операцію з пересадки людського гіпофіза та сім'яників собаці. Бродячий пес Шарик став піддослідною олюдненою твариною. Його поселили в розкішній професорській квартирі, де є хороше і ситне харчування.
Донором людських органів став загиблий під час бійки Клим Чугункін — алкоголік, гультяй та розбишака. Результати операції перевершили всі сподівання. У Шарика витягнулись кінцівки, випала шерсть, сформувалася мова. Москвою пішов поголос про дива, які творяться в домі професора. Преображенський дуже скоро пошкодував про вчинений дослід. І хоча олюднення Шарика проходило успішно, проте від Клима Чугункіна він перебрав усі риси характеру та згубні звички. Від собаки залишилися окремі незначні ознаки. Та все це не зашкодило йому чудово адаптуватися до соціалістичної дійсності і навіть стати начальником підвідділу очистки Москви від бродячих тварин. Шариков (Володимир Толоконніков) перетворює життя професора Преображенського та мешканців його квартири в справжнє пекло. Під'юджений головою будинкового комітету Швондером (Роман Карцев), Шариков пише доноси на свого «творця», вимагає виділити йому житлову площу і навіть погрожує револьвером. Професор Преображенський спільно з доктором Борменталем (Борис Плотніков) пробують виховати його. Проте всі наміри марні. Професору залишається тільки визнати, що експеримент був невдалим, і повернути Шарикову його первісну подобу.

## Факти
- Режисер Володимир Бортко розповідав: «На роль Шарикова претендувало вісім артистів, зокрема і улюблений мій актор та друг Микола Караченцов. Але Володимир Толоконніков, якого ми виявили в Алма-Аті, покорив мене повністю. Під час проб він розігрував сцену з горілкою: „Бажаю, щоб усі!“ Він так переконливо гмикнув, хекнув, так переконливо пробіг ковток його шиєю, так хижо смикнувся кадик, що я затвердив його не вагаючись»[1][2].
- До створення фільму долучився і бард Юлій Кім: він написав пісню «Суворі роки минають», частівки, які виконує Шариков («…подходи, буржуй, глазик выколю»)[2] та марш червоноармійців («Белая гвардия наголову разбита, а Красную армию никто не разобьёт!»).
- Щоб передати на екрані колорит того часу, для імітації чорно-білого зображення Володимир Бортко застосував у камері фільтр «сепія». Засіб виявився настільки вдалим, що режисер успішно використав його в інших своїх фільмах, події в яких відбувалися у схожий час: «Ідіот» та телесеріал «Майстер і Маргарита».
- Кадри фільму, де нібито показана документальна хроніка за участю трамвая, режисер зняв у Санкт-Петербурзі (Дегтярний провулок, 7)[3].
- У фільмі (як і в повісті) професор Преображенський запрошує колег для огляду Шарикова. Одного з них він представив професором Персиковим, який є головним персонажем іншої повісті Михайла Булгакова, «Рокові яйця». Репліка начитаного двірника, сказана актором Юрієм Кузнецовим — це репліка персонажа з фейлетону Михайла Булгакова «Самоцвітний побут» (мініатюра «Скільки Брокгауза може поміститися в організмі?»). Пророчиця в цирку мадемуазель Жанна — персонаж оповідання Булгакова «Мадемуазель Жанна». Історія з «хрестинами» немовлят Клари і Рози запозичена із фейлетону «Золоте листування Ферапонта Ферапонтовича Капорцева», а сцена з медіумом («Дух імператора, скажи, чи довго владарюватимуть большевики?») — із оповідання «Спіритичний сеанс».
- Консультував фільм академік АМН СРСР, керівник діабетологічної клініки інституту ендокринології та обміну речовин МОЗ УРСР (Київ) Андрій Єфімов[4].
- Спеціально для зйомок на шасі радянського вантажного автомобіля ГАЗ був виготовлений легковий автомобіль, на якому Преображенський, Борменталь і Шариков прямують в університет.

## Призи та премії
- 1988 — Конкурс професіональних премій кіностудії «Ленфільм» і Ленінградського відділення СК (Премія ім. А. Москвіна за найкращу операторську роботу — Юрій Шайгарданов)
- 1989 — Міжнародний кінофестиваль у Варшаві (Приз «Золотий екран» — Володимир Бортко)
- 1989 — XII телефестиваль в Душанбе (Гран-прі — Володимир Бортко)
- 1989 — XLI Міжнародний телефестиваль в Перуджі («Приз Італії»)
- 1989 — 13 Міжнародний кінофестиваль в Болгарії («Приз за режисуру» — Володимир Бортко)
- 1990 — Державна премія РРФСР імені братів Васильєвих (Володимир Бортко та Євген Євстигнєєв)
- За версією IMDb має найвищу оцінку серед фільмів радянського/російського виробництва (9,1 з 10).

## Ролі виконують
- Євген Євстигнєєв — Професор Преображенський
- Володимир Толоконніков — Напівлюдина-напівпес / Поліграф Поліграфович Шариков
- Борис Плотніков — доктор Борменталь
- Ніна Русланова — Дар'я Петрівна
- Ольга Меліхова — Зіна
- Олексій Миронов — Федір
- Роман Карцев — Швондер
- Анжеліка Неволіна — Васнецова
- Наталя Фоменко — В'яземська
- Евген Кузнецов — Пеструхін (озвучив Валерій Кравченко)
- Іван Ганжа — Жаровкін
- Юрій Волков — Петро Олександрович
- Валентина Ковєль — пацієнтка
- Сергій Філіппов — пацієнт
- Роман Ткачук — Микола Миколайович Персиков
- Олексій Савостьянов — Василь Васильович Бундарьов
- Анатолій Сливников — пожежник
- Юрій Еллер — допитливий
- Юрій Кузнецов — начитаний двірник («Мандриан»)
- Євген Іловайський — слідчий (озвучив Ігор Єфимов)
- Нора Грякалова — мадемуазель Жанна
- Борис Соколов — конферансьє в цирку
- Сергій Бехтерєв — медіум
- Олександр Белінський — учасник спіритичного сеансу
- Наталя Лапіна — учасниця спіритичного сеансу
- Володимир Бортко — роззява
- Володимир Федоров — Істота
- собака Карай — собака Шарик

## Знімальна група
- Автор сценарію: Наталія Бортко
- Режисер: Володимир Бортко
- Оператор-постановник: Юрій Шайгарданов
- Художник-постановник: Володимир Свєтозаров
- Композитор: Володимир Дашкевич
- Тексти пісень: Юлій Кім
- Пісні виконує: Володимир Толоконніков
- Звукооператор: Гаррі Бєлєнькій
- Монтаж: Леда Семенова
- Грим: Вадим Халаїмов
- Художник по костюмах: Лідія Крюкова
- Директор картини: Георгій Мауткін

## Виробництво
- «Ленфільм»
- Творче об'єднання телевізійних фільмів